# 달랑게과

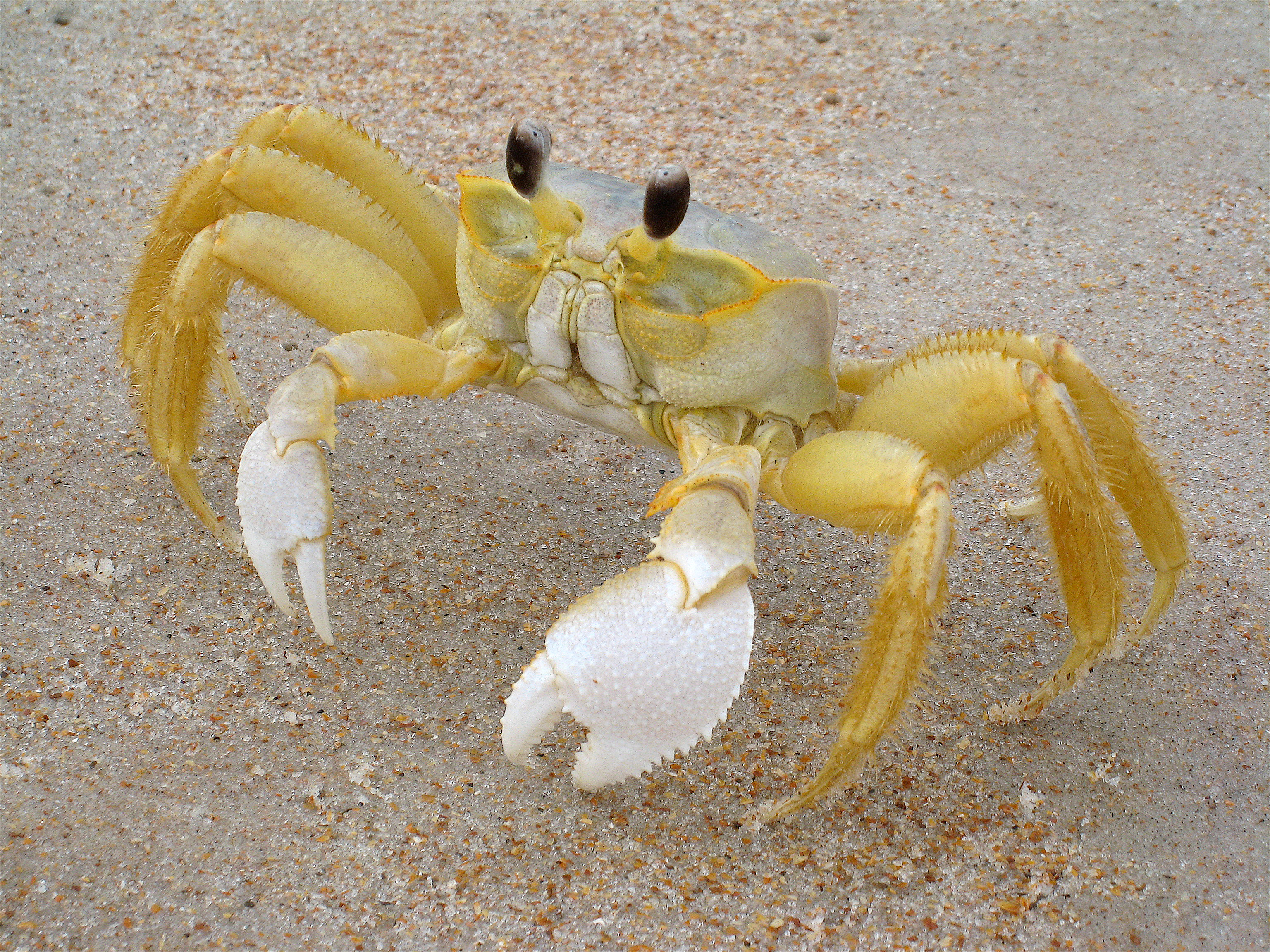

달랑게과(Ocypodidae)는 달랑게속(Ghost crabs)과 농게속(fiddler crabs)을 포함한 반육성 게류(semiterrestrial crab)의 과의 하나이다. Ucididae과, Dotillidae과, Macrophthalmidae과 같은 다른 종들은 이전에는 이 달랑게과에 포함되었지만 최근엔 달랑게상과에서 분리된 종으로 대한다.

## 하위 분류
현재 이 과에는 2개의 아과와 3개의 속이 포함되어있다.
- 달랑게속(Ocypode)
- 흰발농게속(Austruca)
- 농게속(Tubuca)